# Wels
Wels es la segunda ciudad más habitada de Alta Austria.

## Geografía
Se encuentra en el Hausruckviertel a 317 m sobre el nivel del mar. Su extensión máxima de sur a norte es 9,5 km, y de oeste a este 9,6 km. El 3,4% del área son bosques. 23,5% son parcelas agrícolas. La ciudad está formada por 5 barrios: Innenstadt, Lichtenegg, Vogelweide, Neustadt y Pernau. 

## Historia
La región de Wels estuvo poblada desde el Neolítico, pero adquiere importancia en la época romana por su situación céntrica en la provincia romana de Nórico. Antes de la primera cita alrededor de 15 a. C. Wels era supuestamente un pueblo celta, que creció luego al pueblo ovilava. En el año 120 recibió el fuero municipal romano con el nombre Municipium Ovilava. Alrededor de 215 el emperador Caracalla la nombró Colonia Aurelia Antoniana Ovilabis. La ciudad tenía 18.000 residentes. Una propiedad distintiva de Wels antiguo: La muralla de 4 km con 50 torres. Ya había casas de ladrillos, termas, un circo, y un sistema de riego. Con el fin del régimen romano Wels perdió toda su importancia. 
Durante el régimen de los Babenberger en el año 1222 otra vez el fuero municipal era dado a Wels. Por privilegas económicas y la situación céntrica y cerca del río Traun la ciudad era importante en la región.
El káiser Sacro Imperio Romano Germánico, Maximiliano I murió 12 de enero de 1519 en Wels.

## Economía
Wels es una ciudad importante de comercio e industria, además es conocida por la feria Welser Messe bianual.